# Богословський факультет Белградського університету
Богосло́вський факульте́т Белгра́дського університе́ту (серб. Православни богословски факултет Универзитета у Београду, також коротко Белградський богословський факультет, серб. Белградски Богословски факултет) — структурний підрозділ Белградського університету, що готує фахівців в області православного богослів'я.

## Історія

### Створення
Ідея створення вищого духовного навчального закладу Сербської православної церкви виникла ще в 1860-і роки.
У 1892 році було висунуто пропозицію перетворити столичну Духовну семінарію в факультет Вищої школи в Белграді. У 1899 році комісія з перетворення Белградській вищої школи і спеціальна церковна делегація досягли домовленості про відкриття в майбутньому університеті і богословського факультету. Після цього сербська церква здійснила реформу середніх духовних навчальних закладів, щоб їх випускники могли продовжувати освіту на богословському факультеті.
Прийнятий в 1905 році закон про Белградський університет передбачав і організацію богословського факультету в його складі, але через нестачу викладачів і економічних труднощів, пов'язаних з участю Сербії в балканських, а потім і в Першій світовій війні, він відкрився лише восени 1920 року. Перше засідання вченої ради факультету відбулося 6 вересня 1920 року. На засіданні було обрано декана факультету - професора історії Сербської православної церкви протоієрея Стефана Дмитровича. Викладання розпочалося 15 грудня того ж року.

### Діяльність в 1920-і - 1930-і роки
Першою основою наукової роботи стала бібліотека факультету, яка почала роботу відразу після заснування самого факультету. Перша книга поповнила фонд 12 грудня 1920 року, коли в його фонді було вже 3075 публікацій. На початку своєї діяльності бібліотека в значній мірі спиралася на добровільні пожертвування. Так, від Фонду сербської церкви вона отримала 830 підшивок з книгами і журналами, а від католицького єпископа Берна Херцога комплект журналів Internationale Kirchliche Zeitschrift. Відомий і дар пані Хенкінс, яка пожертвувала бібліотеці 1000 доларів США та 200 фунтів стерлінгів. Значну допомогу бібліотеці надали надходження з репарацій після Першої світової війни, а також фонди книг, придбані першим деканом протоієреєм Стеваном Дімітрієвичем в 1923 році. У 1930 році в бібліотеці налічувалося 9700 найменувань з 20 000 підшивок. На час Другої світової війни число примірників у фондах зросла до 13 000. З 1926 року почалася видавнича діяльність факультету, коли було розпочато видання богословського журналу «Богословље», який регулярно виходить і сьогодні.

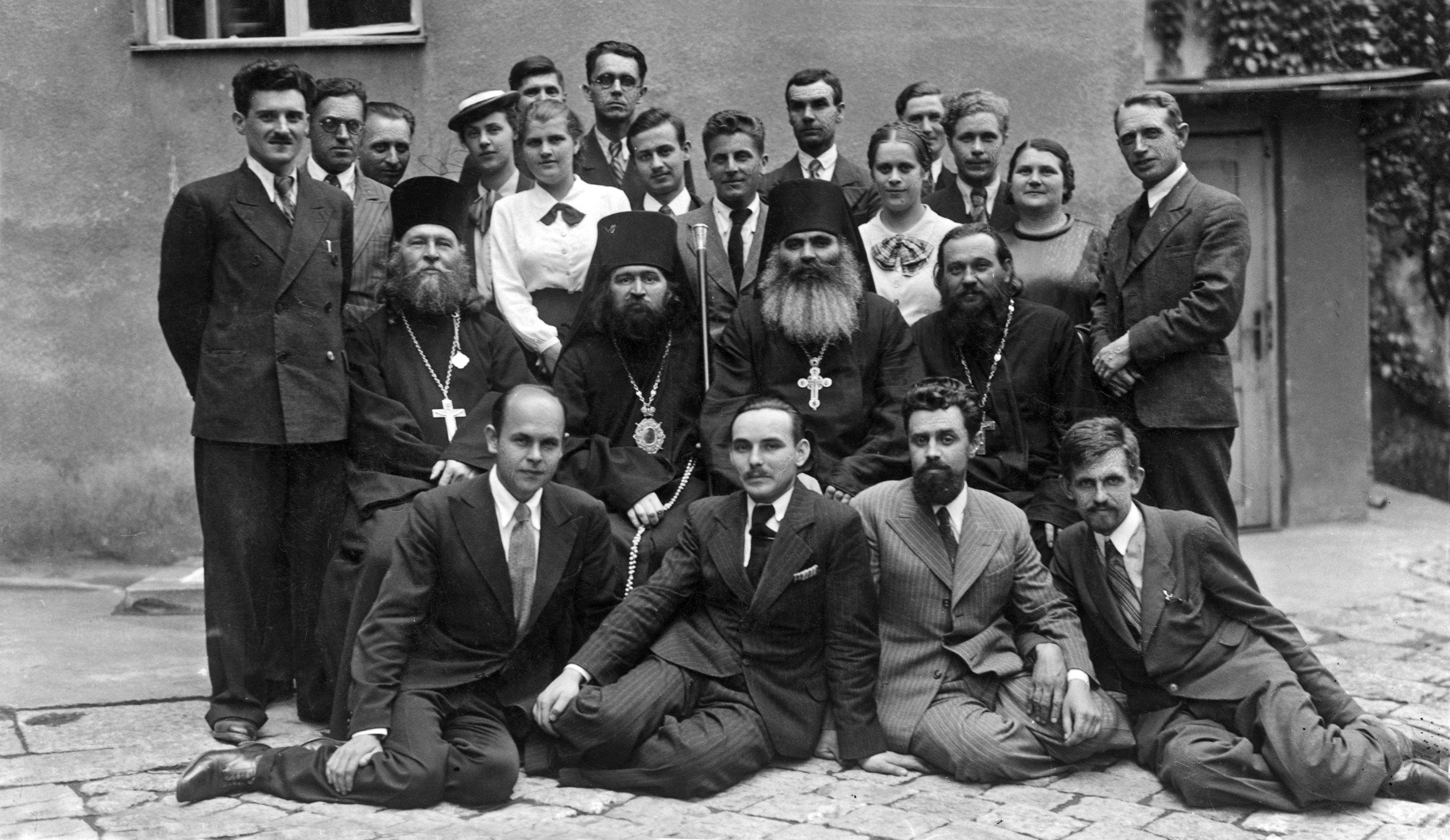
Новохіротонісанний єпископ Іоанн Максимович (випускник 1925 року) з групою духовенства та студентів Белградського богословського факультету. 1934 рік.

У період між двома світовими війнами Богословський факультет у Белграді був одним з важливих центрів здобуття вищої богословської освіти емігрантами з колишньої Російської імперії. У міжвоєнний період на цьому факультеті навчалося понад 200 емігрантів, з яких 69-м вдалося його закінчити. У 1920-ті роки вони складали часом більше половини загальної кількості студентів. У 1930-і роки їх число знизилося, що частково пов'язано з відкриттям Свято-Сергіївського інституту в Парижі і православного богословського факультету Варшавського університету.
У перші роки існування факультет неодноразово змінював місце свого перебування. Нарешті стараннями Патріарха Гавриїла було отримано місце для будівництва Будинку студентів за проектом проф. П. Анагностія, яке було здійснено в 1940 році.
6 квітня 1941 року під час бомбардування Белграда був зруйнований будинок студентів і бібліотека богословського факультету. Навчальний процес був припинений. Після війни факультет відновив роботу.

### Виведення зі складу університету
У 1946 році почалися спроби виведення Богословського факультету зі складу Белградського університету, чому всіляко намагалася протидіяти Сербська православна церква.
Проте 15 лютого 1952 року уряд Народної Республіки Сербії за пропозицією міністра-голови Ради з освіти, науки і культури М. Мітровича ухвалило рішення про скасування Богословського факультету як державного навчального закладу, і вже на наступний день університетська рада утворила комісію з ліквідації факультету. Хоча Сербська православна церква доклала зусиль до того, щоб факультет залишився в складі університету, але ці старання не увінчалися успіхом. Рішення було втілене в життя 30 червня того ж року. Факультет перетворився в самостійний вищий навчальний заклад Сербської православної церкви та іменувався Богословським факультетом Сербської православної церкви.
Всі турботи про матеріальне забезпечення лягли на церкву. Але важке матеріальне становище богословського факультету не вплинуло на кількість охочих вчитися: в 1952/53 навчальному році на факультеті навчалося 240 студентів, з них 129 складали новачки. У 1997/1998 навчальному році на факультеті навчалися 432 студенти, з них - 84 студентки і 187 першокурсників.
З вересня 1995 року Белградський богословський факультет займає нову будівлю на вул. Мія Ковачевіча, 11б. Тут розташовуються церква в ім'я апостола Іоанна Богослова і святителя Савви Сербського, інтернат і книжковий магазин. В рамках факультету діють шаховий клуб, факультетський хор і центр інформатики.

## Повернення до складу університету
9 січня 2004 року, за пропозицією всіх традиційних церков і релігійних громад в Сербії і за підтримки 22 факультетів Белградського університету, Уряд Сербії ухвалив рішення про скасування рішення Уряду Народної Республіки Сербії № 62 від 15 лютого 1952 року, за яким Богословський факультет Сербської православної церкви був скасований як державна установа і виведений зі складу Університету в Белграді. У зв'язку з проголошенням цього рішення таким, що втратило силу, були анульовані правові наслідки, які діяли протягом більш ніж п'ятдесяти років, і Православний богословський факультет Університету в Белграді знову зайняв своє місце під егідою Белградського університету.